# 782-й отдельный разведывательный артиллерийский дивизион
782-й отдельный армейский разведывательный артиллерийский Севастопольский дивизион Резерва Главного Командования — воинское формирование Вооружённых Сил СССР, принимавшее участие в Великой Отечественной войне.
Сокращённое наименование — 782-й оарадн РГК.

## История
Сформирован в составе 56-й армии Северо-Кавказского фронта.
В действующей армии с 19.06.1942 по 06.10.1943 , с 25.12.1943 по 16.04.1944 и 04.06.1944 по 16.06.1944 .
В ходе Великой Отечественной войны вёл артиллерийскую разведку в интересах артиллерии соединений 56-й армии  , 51-й  армии  и 69-й  армии Северо-Кавказского ,4-го Украинского и 1-го Белорусского фронтов.
15 июня 1944 года в соответствии с приказом НКО СССР от 16 мая 1944 года №0019, директивы заместителя начальника Генерального штаба РККА от 22 мая 1944 г. №ОРГ-2/476 782-й оарадн обращён на формирование 62  пабр 69-й  армии .

## Состав
до октября 1943 года
- Штаб
- Хозяйственная часть
- батарея звуковой разведки (БЗР)
- батарея топогеодезической разведки (БТР)
- dpdjl оптической разведки  (ВЗОР)
- артиллерийский метеорологический взвод (АМВ)
- фотограмметрический взвод (ФГВ)
- хозяйственный взвод

с октября 1943 года
- Штаб
- Хозяйственная часть
- 1-я батарея звуковой разведки (1-я БЗР)
- 2-я батарея звуковой разведки (2-я БЗР)
- батарея топогеодезической разведки (БТР)
- взвод оптической разведки (ВЗОР)
- фотограмметрический взвод (ФГВ)
- хозяйственный взвод

## Подчинение
| Дата                 | Фронт                   | Армия      | Корпус | Дивизия | Бригада | Примечания |
| -------------------- | ----------------------- | ---------- | ------ | ------- | ------- | ---------- |
| 19.06.42 -06.10.43г. | Северо-Кавказский фронт | 56-я армия | -      | -       | -       | -          |
| 25.12.43 -16.04.44г  | 4-й Украинский фронт    | 51-я армия | -      | -       | -       | -          |
| 4.06.44-15.06. 44г.  | 1-й Белорусский фронт   | 69-я армия | -      | -       | -       | -          |

## Командование дивизиона
Командир дивизиона
- майор Семёнов
- майор, подполковник Качалов Петр Иосифович (Погиб 30 мая 1944 года в районе жд. станции Казатин УССР)
- майор Личак Николай Кириллович

Начальник штаба дивизиона
- капитан Борисов
- капитан, майор Шаров Владимир Матвеевич

Заместитель командира дивизиона по политической части
- майор Селивантьев Тихон Романович

Помощник начальника штаба дивизиона
- ст. лейтенант Гнюбкин Владимир Иванович

Помощник командира дивизиона по снабжению
- ст. лейтенант Сериков Семен Степанович

### Командиры подразделений дивизиона
Командир  БЗР(до октября 1943 года)
- капитан Шаров Владимир Матвеевич

Командир 1-й БЗР
- ст. лейтенант, капитан  Нечасный Иван Максимович

Командир 2-й БЗР
- капитан Орехов Александр Иванович

Командир БТР
- капитан Махин Василий Иванович

Командир ВЗОР
- мл. лейтенант Ревуцкий Леонид Наумович
- ст. лейтенант Дудукчьян Арам Ншанович

Командир ФГВ
- мл. лейтенант Марченко Евгений Иванович

Командир АМВ(до октября 1943 года)
- ст. лейтенант Королёв Петр Иванович

## Награды и почётные наименования
| Награды и наименования                | дата          | за что получена |
| ------------------------------------- | ------------- | --- |
| Почетное наименование Севастопольский | 24.05.1944 г. | присвоено приказом Верховного Главнокомандующего № 0136 от 24 мая 1944 года за отличие в боях за освобождение города Севастополь . |